# Grete Pedersen
Grete Pedersen, född 1960 är en norsk dirigent och kyrkomusiker.
Pedersen har kyrkomusikerexamen och diplomexamen i dirigering från Norges Musikhögskola i Oslo. Hon har studerat för Terje Kvam och Eric Ericson.
Grete Pedersen är en av Norges mest ansedda dirigenter och är lärare i körledning vid Norges Musikhögskola och är sedan 1990 konstnärlig ledare för Det Norske Solistkor. 1984 bildade hon Oslo kammerkor som hon ledde fram till 2004. Med denna kör mottog hon Norges Korforbunds hederspris 2004.
Pedersen är en ofta anlitad gästdirigent för körer såsom Nederländska kammarkören, Nederländska radions kör, Radiokören och Världsungdomskören.